# Malleco-Viadukt
Das Malleco-Viadukt ist eine Eisenbahnbrücke in der Región de la Araucanía in Chile, die bei dem Ort Collipulli das Tal des Malleco überquert, einem Zufluss des Río Bío Bío. Sie ist die höchste noch in Betrieb stehende Eisenbahnbrücke Chiles und ist auf der Liste der möglichen UNESCO-Weltkulturerbe.

## Beschreibung
Das Malleco-Viadukt steht auf der Strecke von Santiago de Chile nach Puerto Montt der Empresa de los Ferrocarriles del Estado im Abschnitt zwischen Angol und Traiguén. Es überquert den Malleco in einer Höhe von 102 m und ist damit Chiles zweithöchste Brücke, nur der Conchi-Viadukt auf der früheren Strecke von Antofagasta nach Bolivien ist um einen Meter höher.
Die eingleisige Brücke ist zwischen den Widerlagern insgesamt 347,5 m lang und 4 m breit. Sie ist in 5 Felder mit einer Spannweite von je 69,5 m unterteilt. Das Gleis liegt auf den weitmaschigen, stählernen Gitterträgern, die von vier Fachwerkpfeilern getragen werden. Der erste und der vierte Pfeiler ist jeweils 43,7 m hoch, der zweite 67,7 m und der dritte 75,7 m. Die diagonalen Verstrebungen zwischen den Pfeilern und dem Überbau sowie die schmaleren Pfeiler am Anfang und am Ende der Brücke wurden später eingefügt, um die Brücke an das gestiegene Gewicht der Lokomotiven anzupassen.

## Geschichte
Im Rahmen der vom Staat vorangetriebenen Erweiterung des Eisenbahnnetzes plante der chilenische Ingenieur Victorino Aurelio Lastarria den Streckenabschnitt von Angol nach Traiguén mit dem Malleco-Viadukt. Die 1885 von der Regierung in Frankreich veranlasste Ausschreibung der Arbeiten gewann Schneider et Cie in Le Creusot vor Gustave Eiffel und den Anciens Établissements Cail. Die Brücke hat gewisse Ähnlichkeiten mit dem ebenfalls von Schneider et Cie in den Jahren 1858–1862 gebauten Grandfey-Viadukt über die Saane bei Freiburg. Die Stahlträger der Brücke wurden in Frankreich hergestellt und per Schiff und der inzwischen gebauten Eisenbahn zur Baustelle gebracht. Der Untergang eines Schiffes und die erforderliche Lieferung neuer Teile führte dabei zu erheblichen Verzögerungen. Lastarria starb Mitte 1888 und Eduardo Vigneaux übernahm die Überwachung der weiteren Arbeiten. Der Überbau wurde neben dem Tal montiert und anschließend eingeschoben. Die Brücke wurde am 26. Oktober 1890 von Präsident José Manuel Balmaceda feierlich eröffnet.
Ein Modell der Brücke wurde auf der World’s Columbian Exposition 1893 in Chicago und auf der Weltausstellung Paris 1900 ausgestellt.
Am 25. November 1990 wurde das Malleco-Viadukt zum Denkmal erklärt. 1994 wurde es von der American Society of Civil Engineers in die List of International Historic Civil Engineering Landmarks aufgenommen. Es ist außerdem in der Tentativliste der UNESCO enthalten als Voraussetzung für die Anerkennung als UNESCO-Weltkulturerbe.
Die chilenische Post hat ein Briefmarken-Doppel herausgegeben mit der Brücke in der ursprünglichen Gestalt auf der einen und der verstärkten Form auf der anderen Marke.
Rund hundert Meter neben dem Malleco-Viaduct steht eine moderne Autobahnbrücke der Panamericana.

## Einzelnachweise

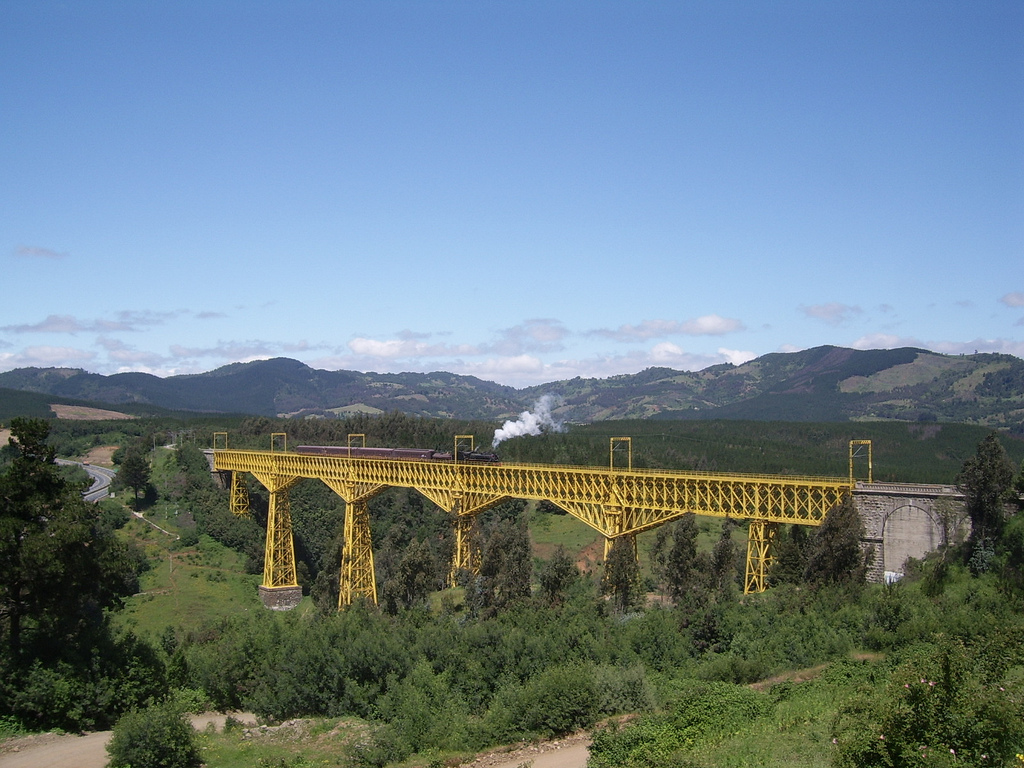
Der Tren de la Araucanía auf dem Malleco-Viadukt